# Janusz Janikowski
Janusz Janikowski (* 10. März 1968 in Bytom) ist ein ehemaliger polnischer Eishockeyspieler, der unter anderem für den Krefelder EV in der Bundesliga und die Füchse Sachsen in der Deutschen Eishockey Liga (DEL) aktiv war. Mit Polonia Bytom wurde er dreimal Polnischer Meister. Seit dem Ende seiner Spielerkarriere ist er als Trainer im Amateur- und Nachwuchsbereich tätig.

## Karriere
Janusz Janikowskis Eishockeykarriere begann bei Polonia Bytom in seiner Heimatstadt. Ab der Saison 1986/87 spielte er für die Herrenmannschaft, die in der Ekstraklasa antrat. Mit dem Team wurde er zwischen 1988 und 1990 dreimal in Folge Polnischer Meister. Parallel vertrat er die polnische Nationalmannschaft bei zwei U20-Junioren-Weltmeisterschaften und einer B-Weltmeisterschaft der Herren.
Nach dem Fall des Eisernen Vorhangs setzte Janikowski seine Karriere ab 1990 in Deutschland fort. Mit dem Krefelder EV stieg er in der Saison 1990/91 in die Bundesliga auf. Nach einem Jahr in der höchsten deutschen Spielklasse wechselte er zur Saison 1992/93 wieder in die 2. Bundesliga zum ECD Sauerland, wo er an der Seite seines polnischen Landsmanns Jerzy Christ spielte.
In den ersten beiden Spielzeiten der Deutschen Eishockey Liga (DEL) von 1994 bis 1996 lief Janikowski dann für die Füchse Sachsen auf. Seine Rückkehr in die zweithöchste deutsche Liga endete in der Saison 1996/97 beim EV Duisburg bereits nach sieben Spielen. Anschließend pausierte seine Karriere, bis er in der Spielzeit 1999/2000 noch für ein Jahr beim Gelsenkirchener EC aufs Eis ging.

### Trainerlaufbahn
Janikowski zog in die Niederlande, wo er seitdem in erster Linie als Nachwuchstrainer bei Hijs Hokij Den Haag tätig ist, für deren zweite und dritte Mannschaft er in unterklassigen niederländischen Ligen bis 2013 auch vereinzelt noch aufs Eis ging. Nach dem Rückzug der ersten Mannschaft aus der Eredivisie übernahm er in der Saison 2014/15 den Cheftrainer-Posten in der Eerste divisie und feierte 16 Siege in 18 Partien. In der Spielzeit 2015/16 wurde er Trainer der Zoetermeer Panters in der BeNe League. Nach zwölf Spielen wurde er entlassen und kehrte in die Nachwuchsabteilung von Hijs Hokij Den Haag zurück.

## Erfolge und Auszeichnungen
- 1988 Polnischer Meister mit Polonia Bytom
- 1989 Polnischer Meister mit Polonia Bytom
- 1990 Polnischer Meister mit Polonia Bytom
- 1991 Aufstieg in die Bundesliga mit dem Krefelder EV

## Karrierestatistik

### International
Vertrat Polen bei:
- U20-Junioren-Weltmeisterschaft 1987
- U20-Junioren-Weltmeisterschaft 1988
- B-Weltmeisterschaft 1990

(Legende zur Spielerstatistik: Sp oder GP = absolvierte Spiele; T oder G = erzielte Tore; V oder A = erzielte Assists; Pkt oder Pts = erzielte Scorerpunkte; SM oder PIM = erhaltene Strafminuten; +/− = Plus/Minus-Bilanz; PP = erzielte Überzahltore; SH = erzielte Unterzahltore; GW = erzielte Siegtore; 1 Play-downs/Relegation; Kursiv: Statistik nicht vollständig)